# Borismene
Borismene és un gènere monotípic de plantes de la família de les menispermàcies nativa de la selva amazònica. The Plant List en reconeix una sola espècie, Borismene japurensis.